# Biserica Sfinții Petru și Paul din Pitești
Biserica Sfinții Petru și Paul este o biserică catolică din Pitești, monument istoric și de arhitectură, care află pe str. Victoriei nr. 11. Biserica își are hramul în ziua de 29 iunie. 

## Istoric

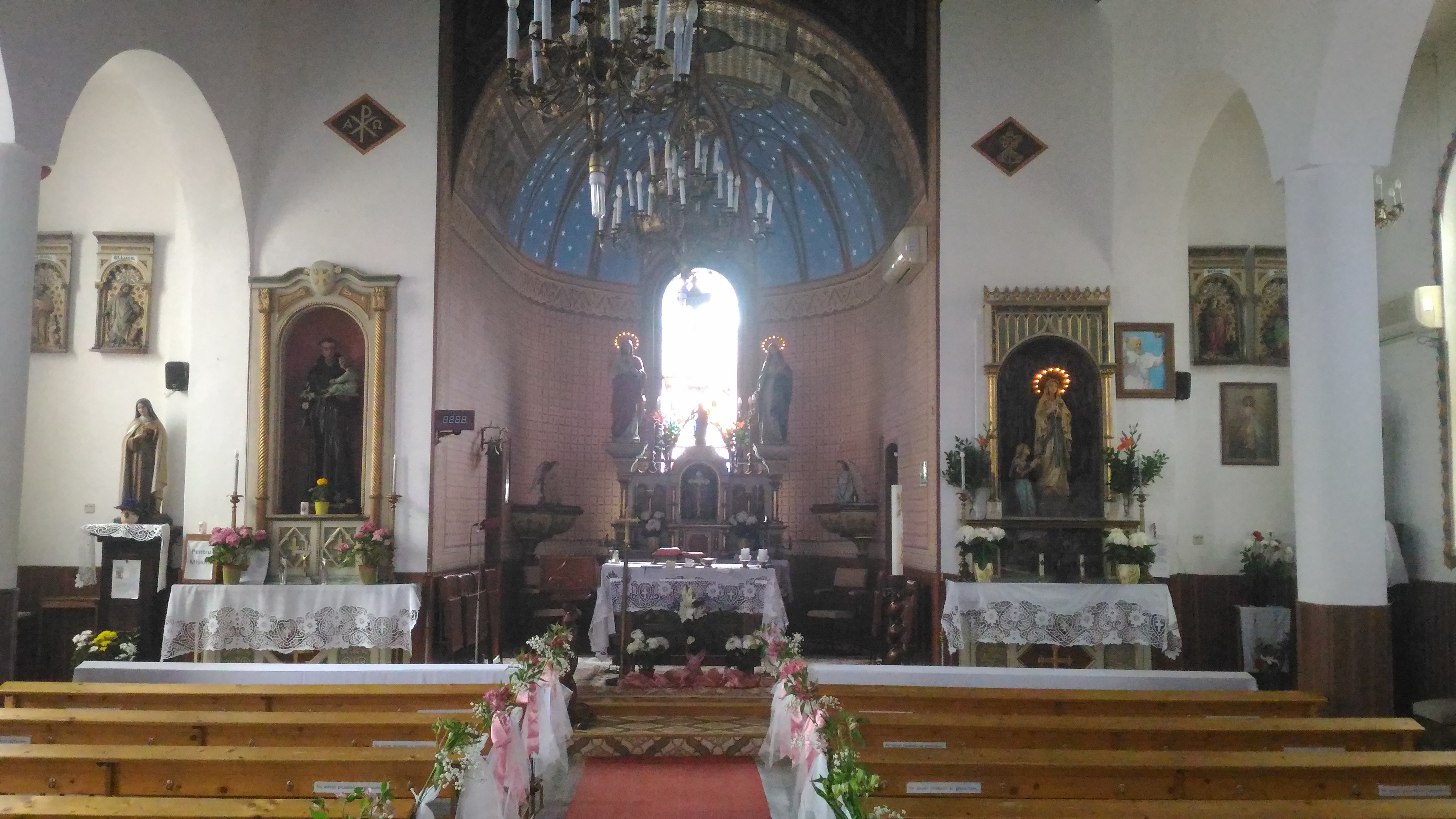
Biserica catolică în interior

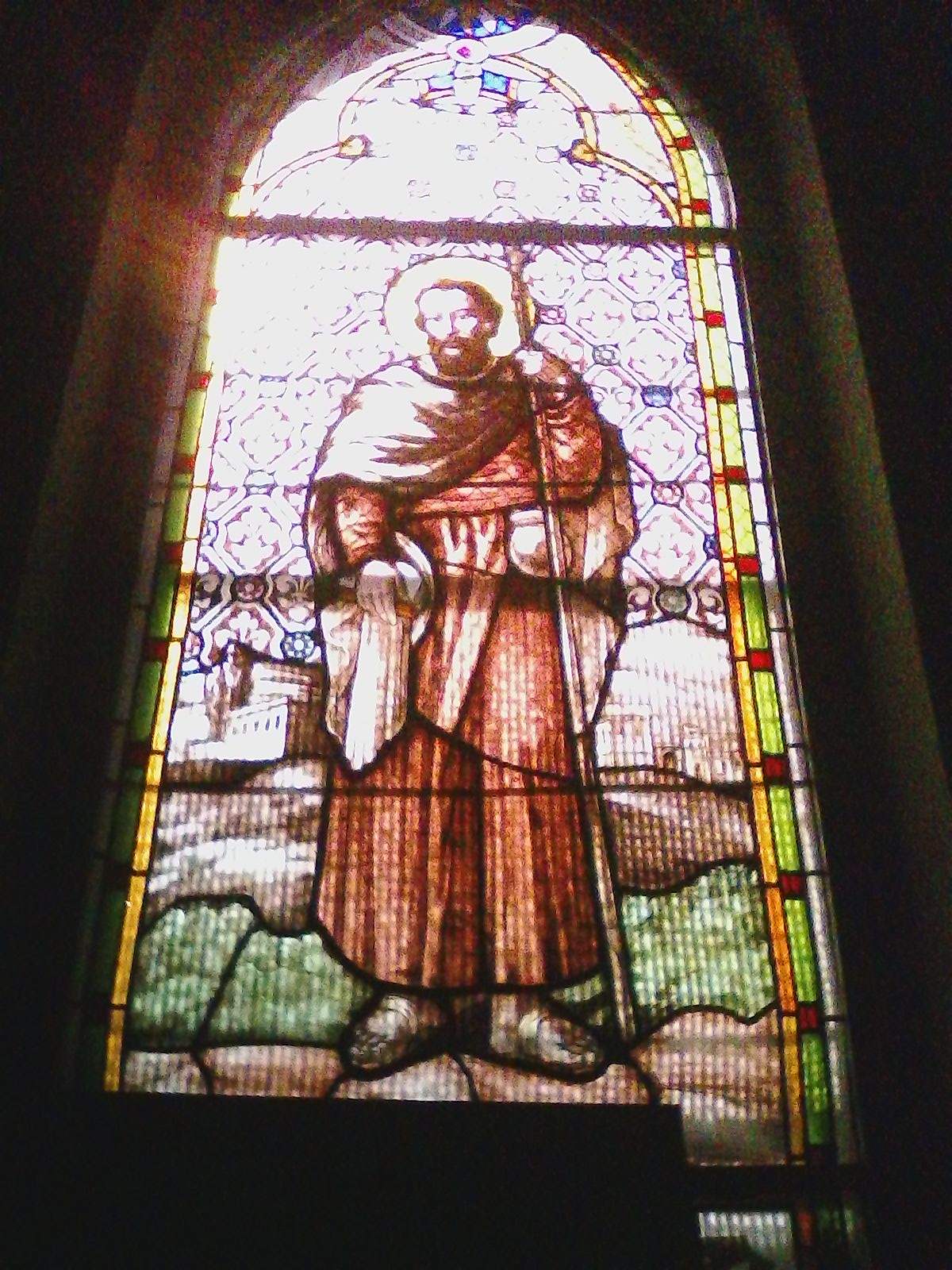
Biserica romano-catolică Sf. Petru și Pavel din Pitești, vitraliu cu Sf. Iacob cel Mare

În a doua jumătate a secolului al XIX-lea comunitatea romano-catolică din Pitești și-a desfășurat serviciile religioase într-o capelă construită în anul 1864. Credincioșii proveneau din diferite comunități etnice: maghiari, germani, cehi, polonezi, italieni ș.a.m.d. 
Actuala biserică a fost construită în 1896-1897, după ce catolicii din Pitești s-au organizat într-o parohie proprie, în cadrul Arhidiecezei de București. Primul preot paroh a fost Probus Szabo, franciscan observant.
Conform datelor recensământului din 1930 ponderea credincioșilor în mediul mediul urban al județului Argeș era de 2,4% romano-catolici, alături de 0,7% reformați și 0,7% luterani. Din totalul de 19.532 de locuitori ai orașului Pitești, 487 erau maghiari (2,4%), 275 germani (1,4%), 34 polonezi, 28 cehi ș.a.
O casă nouă a parohiei a fost construită între anii 1990 și 1996. Biserica are un cor și participă la activități culturale și de caritate. 
În anul 1996 filiala Curtea de Argeș a fost preluată de Parohia Câmpulung Muscel.

## Imagini

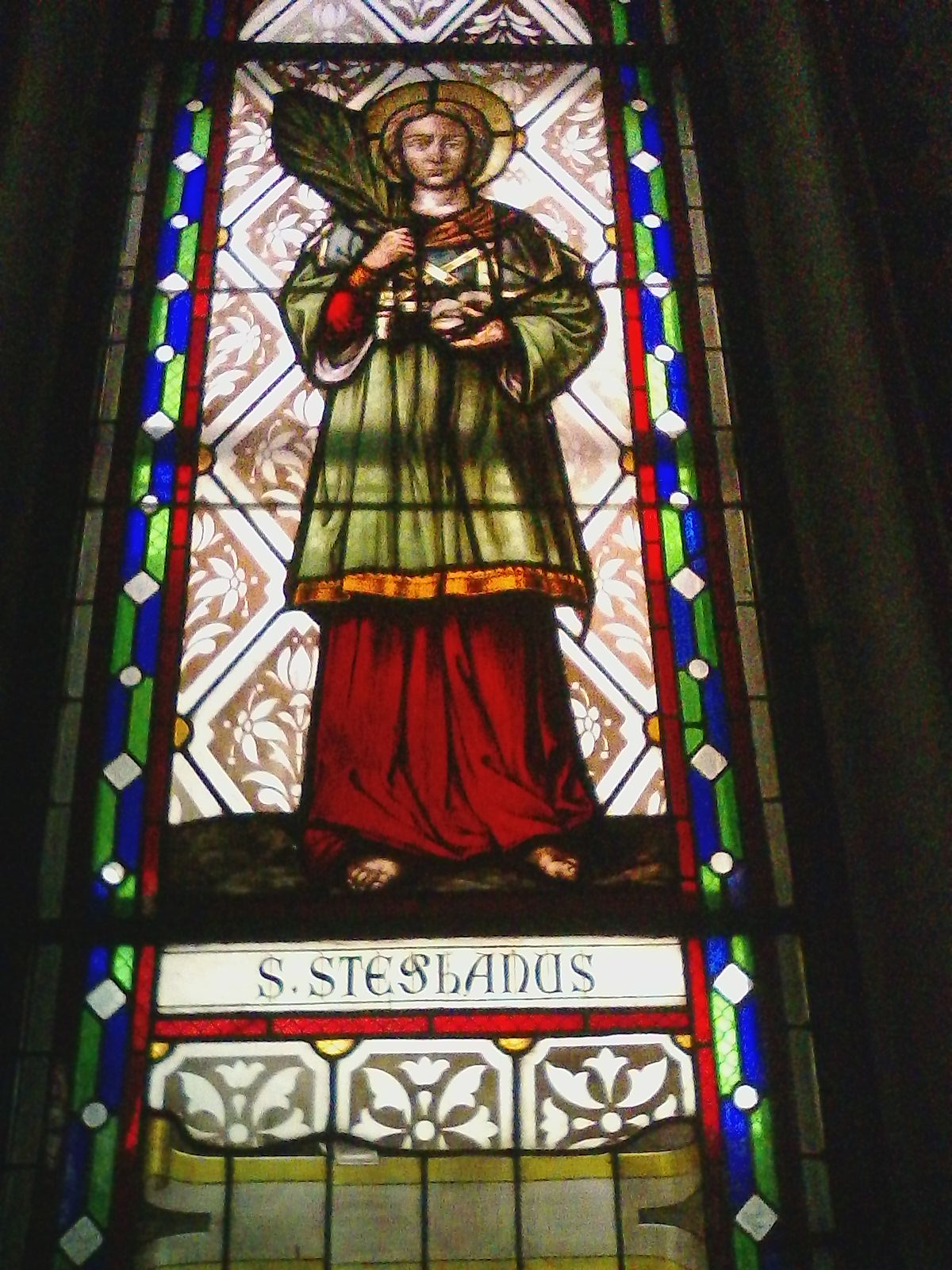
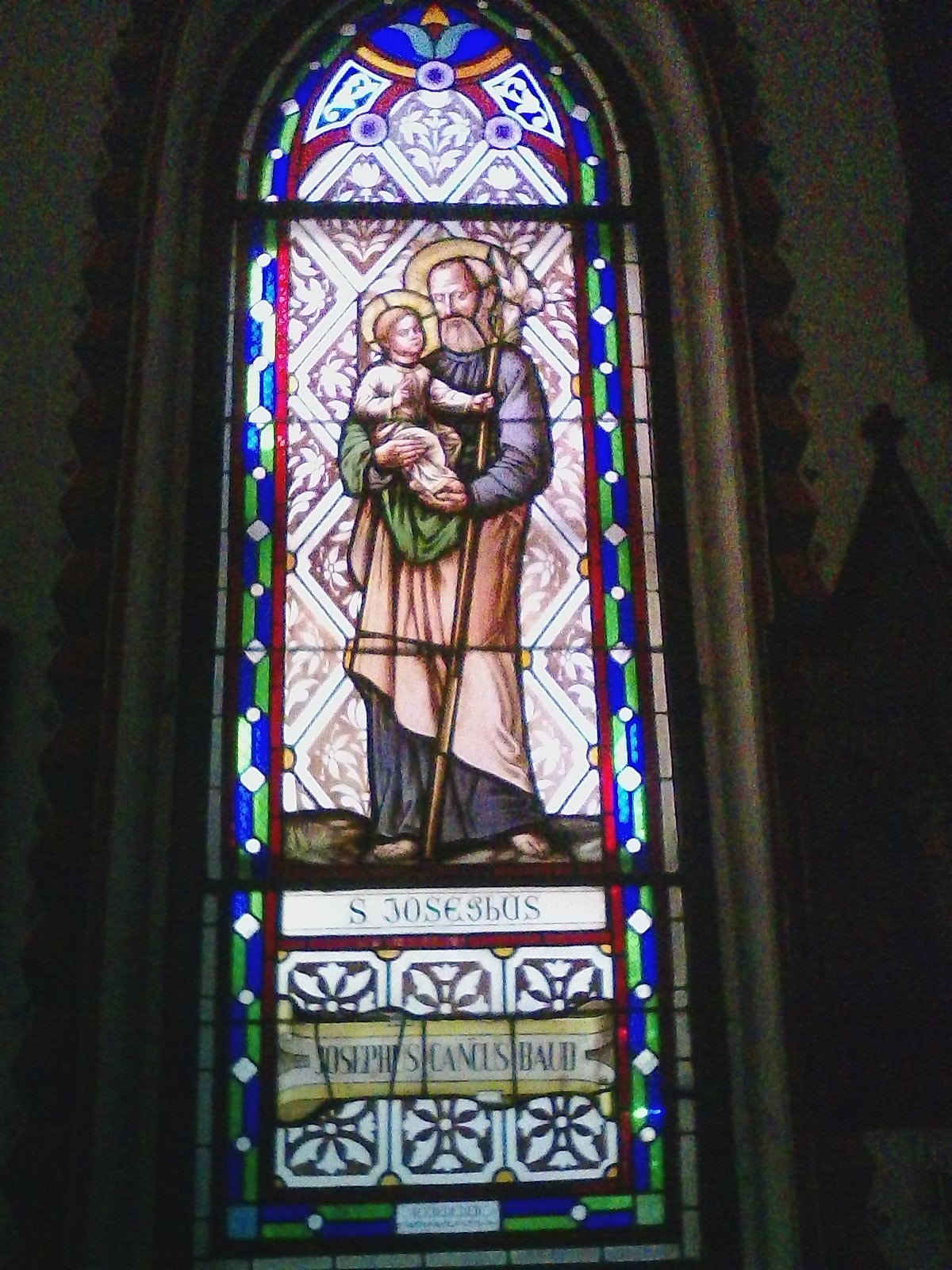
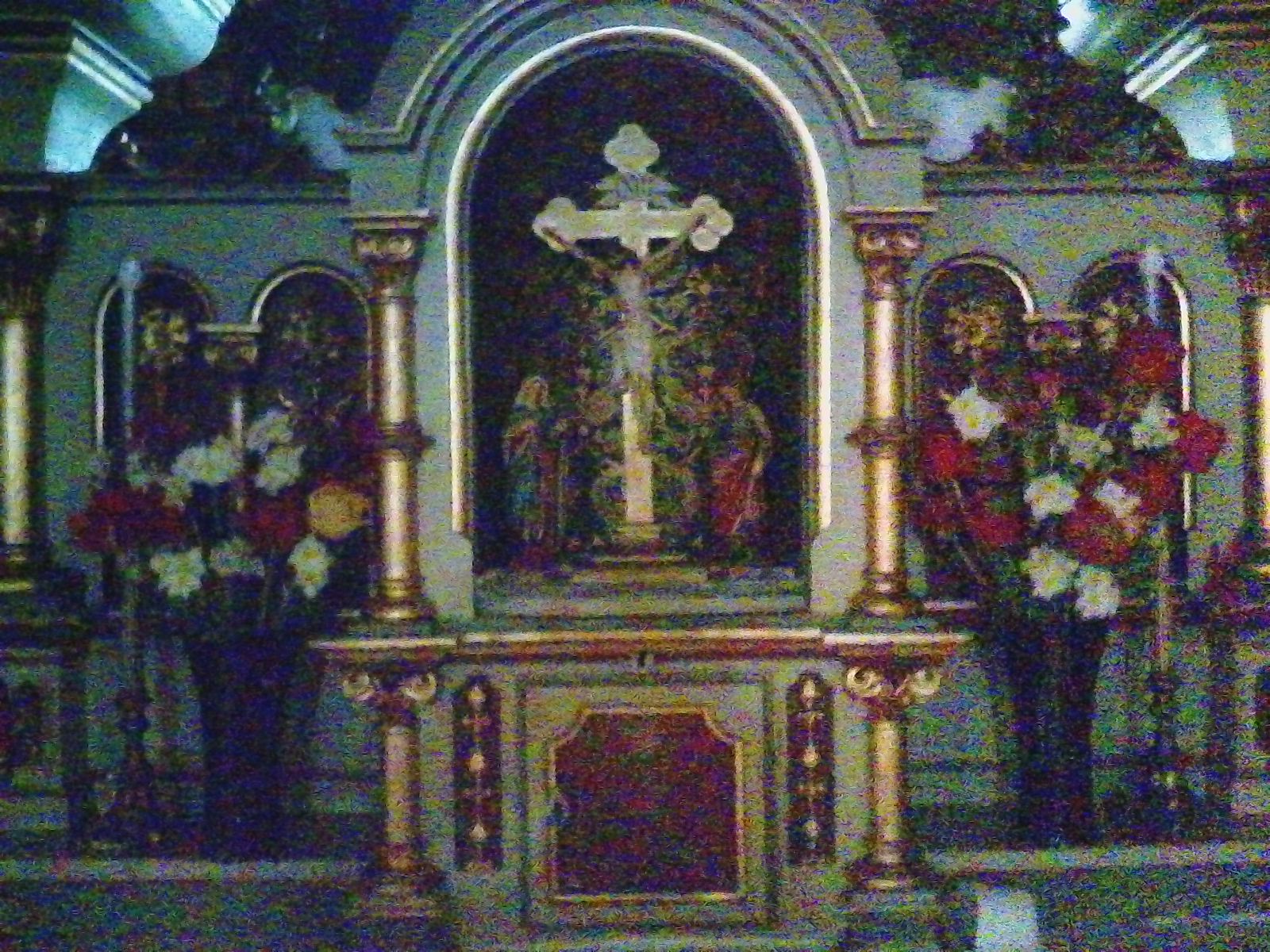
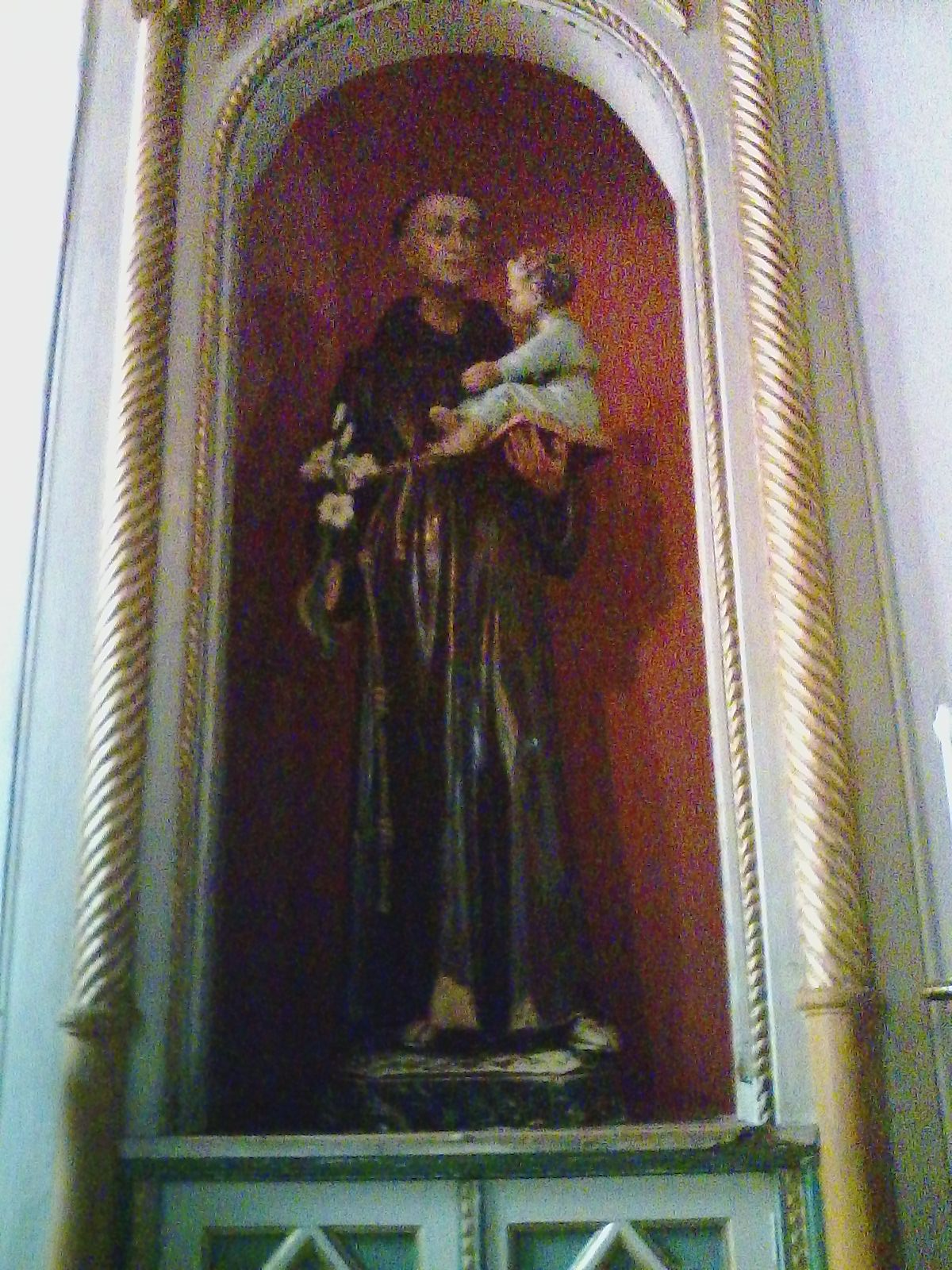
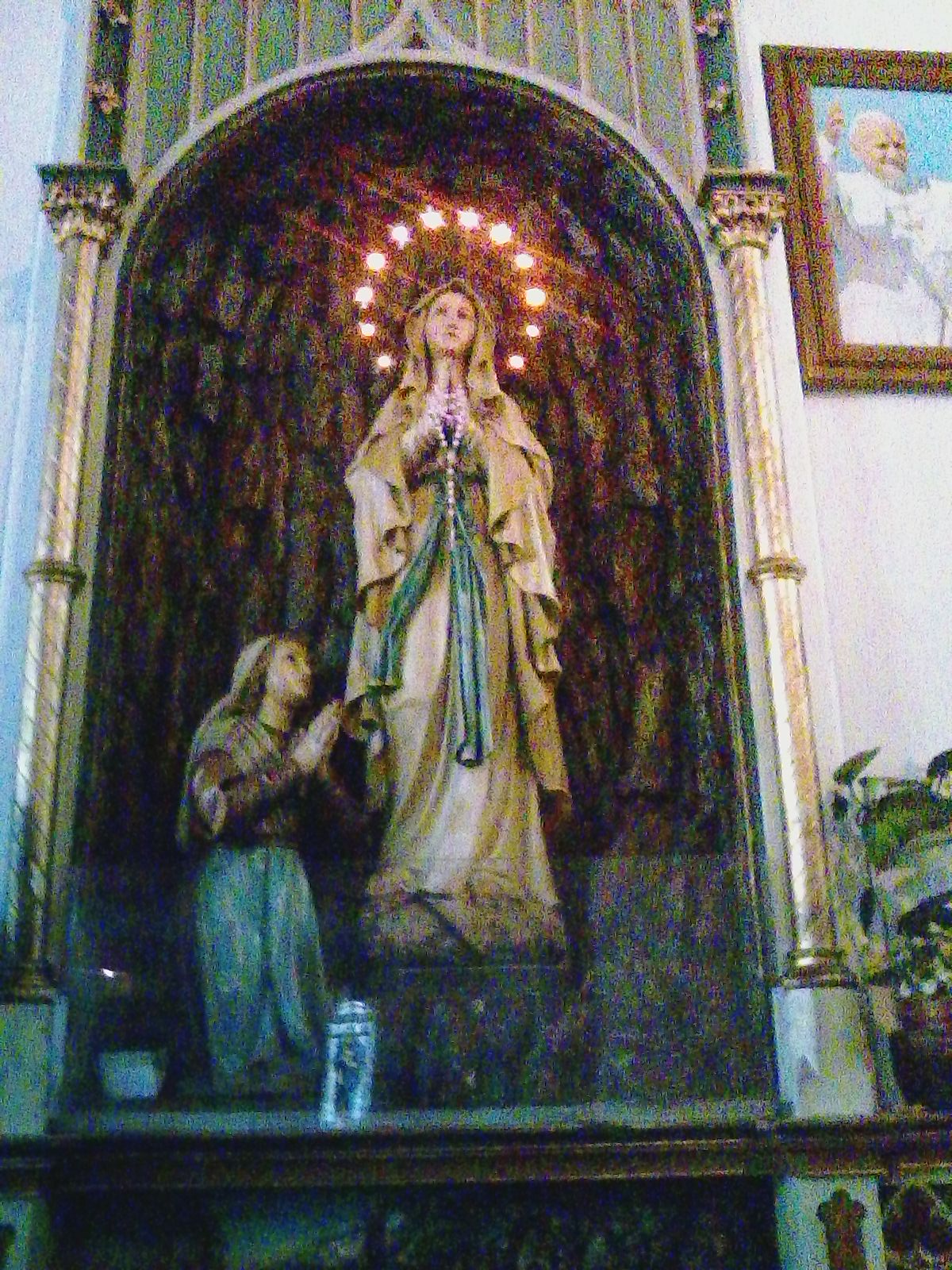